# Hugo Kolker
Hugo Kolker (* 25. Mai 1845; † 6. August 1915) war deutsch-jüdischer Industrieller und Kunstsammler.

## Leben
Er besaß eine Ölraffinerie; Kolkers Fabrik stellte Schmierstoffe her. Von 1904 bis 1905 war er portugiesischer Konsul in Breslau. Kolker wurde auf dem jüdischen Friedhof in der Lohestraße (heute ul. Ślężna) in Breslau begraben.

## Sammlung
Seine Kunstsammlung umfasste zeitgenössische Kunst; Kolker wurde dabei von seinem Schwiegersohn Curt Glaser, der Kunsthistoriker war, unterstützt. Durch dessen Vermittlung erwarb Kolker das Gemälde „Handwerker im Schnee“ von Edvard Munch. Ihm gehörten auch Gemälde von Lovis Corinth, André Derain, Otto Friesz, Ferdinand Hodler, Max Liebermann, Max Slevogt und Pablo Picasso. Wichtigstes Bild war Henri Matisse’ „Tanz mit ‚Kapuzinerkressen‘ I“. Neben Ölgemälden sammelte Kolker auch Zeichnungen, so erwarb er „Knabe mit Hund“ von Édouard Manet und eine Skizze von Adolph von Menzel. Kolker kaufte auch Skulpturen, darunter das „Sitzende Mädchen“, eine Bronzefigur, die von Georg Kolbe geschaffen wurde.